# جوگاتسو-زاکورا
جوگاتسو-زاکورا (به ژاپنی: 十月桜 ジュウガツザクラ) به معنی ساکورای ماه اکتبر به نام علمی بر اساس کتاب ساکورای ژاپن
(Cerasus x subhirtella 'Autumunalis' Makino) یک نوع درخت ساکورای باغی است. از ترکیب مامه-زاکورا و ادوهیگان به وجود آمده‌است. شکوفهٔ این درخت از پاییز تا بهار شکوفا باقی می‌ماند.
- تعداد گلبرگ: ۱۰-۲۰ عدد
- رنگ:صورتی کمرنگ
- قطر گل: ۲٫۸ تا ۳٫۸ سانتیمتر
- زمان گل دهی:از پاییز تا بهار شکوفاست.
- محل نمونه:پارک شینجوکو گیوئن